# Старочурилинское сельское поселение
Старочурилинское се́льское поселе́ние — муниципальное образование в Арском районе Татарстана Российской Федерации.
Административный центр — село Старое Чурилино.

## История
Статус и границы сельского поселения установлены Законом Республики Татарстан от 31 января 2005 года № 7-ЗРТ «Об установлении границ территорий и статусе муниципального образования "Арский муниципальный район" и муниципальных образований в его составе».

## Население
| 2010  | 2011  | 2012  | 2013  | 2014  | 2015  | 2016  |
| ----- | ----- | ----- | ----- | ----- | ----- | ----- |
| 1238  | ↘1237 | ↗1493 | ↘1483 | ↗1501 | ↘1487 | ↗1490 |
| 2017  | 2018  |       |       |       |       |       |
| ↘1485 | ↘1463 |       |       |       |       |       |

## Состав сельского поселения
| №  | Населённый пункт    | Тип населённого пункта            | Население |
| -- | ------------------- | --------------------------------- | --------- |
| 1  | Ашабаш              | село                              |           |
| 2  | Венета              | село                              |           |
| 3  | Ермоловка           | деревня                           |           |
| 4  | Красная Горка       | деревня                           |           |
| 5  | Михайловка          | посёлок                           |           |
| 6  | Платоновка          | деревня                           |           |
| 7  | Старое Чурилино     | село, административный центр      |           |
| 8  | Татарское Кадряково | деревня                           |           |
| 9  | Чурилино            | посёлок железнодорожного разъезда |           |
| 10 | Штырь               | село                              |           |